# Gunnar Oxaal
Gunnar Oxaal född 1918, död 1960, var en norsk journalist och författare.
Oxaal var redaktionssekreterare i Teknisk Ukeblad åren 1946–1958. Han var med att starta Norsk Interplanetarisk Selskap (idag Norsk Astronautisk Forening 1951 tillsammans med Erik Bergaust och Thorstein Thelle.
Tillsammans med Olaf Coucheron, Alf Prøysen, Aimée Sommerfelt, Jo Tenfjord och Dagny Wennesland var han 1959 redaktör för 10-bands barnboksverket Mitt skattkammer.